# کربن‌زدایی
کربن‌زدایی (به انگلیسی: decarbonization) مخالف روند کربوریزاسیون است، به عبارتی کاهش مقدار کربن ماده.
این اصطلاح معمولاً در متالورژی استفاده می‌شود و کاهش مقدار کربن در فلزات (معمولاً فولاد) را توصیف می‌کند. کربن‌زدایی زمانی اتفاق می‌افتد که کربن موجود در فلز با گازهای حاوی اکسیژن یا هیدروژن (گازهای کربن‌زدایی) در دماهای ۷۰۰ درجه سانتی‌گراد یا بالاتر واکنش دهد. حذف کربن باعث حذف فازهای سخت کاربیدی می‌شود و در نتیجه فلزها در سطوحی که در تماس با گازهای کربن‌زدایی هستند، نرم می‌شوند.
کربن‌زدایی بسته به کاربردی که فلز در آن استفاده می‌شود، می‌تواند مطلوب یا نامطلوب باشد؛ بنابراین این فرایند، فرآیندی است که هم می‌تواند به صورت عمدی در یکی از مراحل فرایند تولید استفاده شود، هم به‌عنوان عارضه جانبی یک فرایند اتفاق افتاده باشد (مانند نورد کردن) که باید از آن جلوگیری کرد یا اثرش را معکوس کرد (مانند مرحله کاربورسازی).
مکانیسم فرایند کربن‌زدایی را می‌توان با سه رویداد متمایز توصیف کرد: واکنش در سطح فولاد، انتشار بینابینی اتم‌های کربن و انحلال کاربیدها در فولاد.
از جمله ویژگی‌های کربن‌زدایی افزایش نسبی فریت (هیدروکسید آهن) و کاهش مقدار کاربید یا لایه‌های پرلیت در فولادهای هایپریوتکتوئیدی آنیل شده کروی است 
آلیاژهای هایپریوتکتوئیدی آلیاژهایی هستند که غلظت املاح در آن‌ها بیشتر از یوتکتوئید است. در فولاد، چنین آلیاژهایی درصد کربن کمتری دارند. آلیاژهای هایپریوتکتوئید در برابر خوردگی مقاوم هستند.

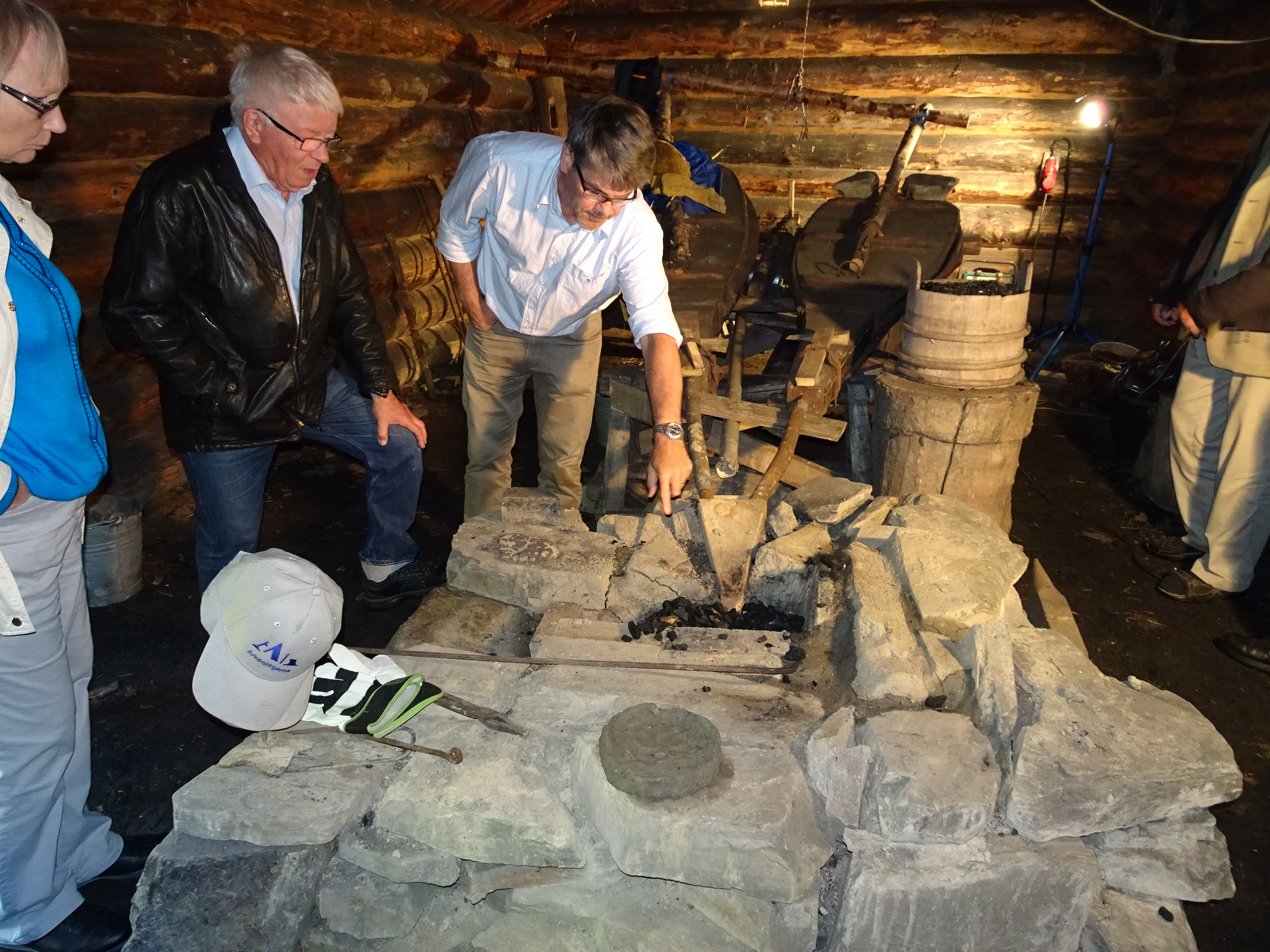
تست کربن‌زدایی قرون‌وسطایی (2016) _ نوربرگ،سوئد

کربن‌زدایی مجموع کربن‌زدایی جزئی و کامل است. کربن زدایی کامل مربوط به ناحیه‌ای است که تقریباً تمام محتوای کربن آن حذف شده است.كربن‌زدايي جزئی مرتبط با ناحيه‌اي است كه درآن كاهش محتواي كربن اتفاق افتاده اما هنوز محتواي كربن در آن ناحيه وجود دارد. در طول ارزیابی میکروسکوپی، عمق کربن‌زدایی بر اساس تغییر در ریزساختار تعیین می شود (لوبر، 2001-2011). لایه‌های مرزی کربن‌زدایی شده (با عمق معمولی چند صدم تا دهم میلی‌متر) نرم هستند و ممکن است نياز شود كه برداشته شوند.
از آنجايي كه مقدار اكسيژن در اتمسفر يا كوره‌هاي خلا کم است در نتیجه محتوای کربن داخل فلزات نمی‌توانند اکسیده شوند، بنابراین کربن‌زدایی در آنها کمتر اتفاق می‌افتد یا اصلا اتفاق نمی‌افتد.

## واکنش‌های شیمیایی
متداول‌ترین واکنش‌ها عبارتند از:
{\displaystyle {\ce {C + CO2 <=> 2CO}}}
واکنش بودوار نیز نامیده می‌شود
{\displaystyle {\ce {C + H2O <=> CO + H2}}}
{\displaystyle {\ce {C + 2H2 <=> CH4}}}
سایر واکنش‌ها عبارتند از:
{\displaystyle {\ce {C + 1/2O2 -> CO}}}
{\displaystyle {\ce {C + O2 -> CO2}}}
{\displaystyle {\ce {C + FeO -> CO + Fe}}}

## کربن‌زدایی با اکسیژن در خلا (VOD) در مقابل کربن‌زدایی با استفاده از آرگون و اکسیژن (AOD)

### VOD
یک فرایند  فولاد ثانویه (به هر فرایندی گفته می‌شود که پس از ساخت اولیه فولاد انجام می‌شود. فولاد ثانویه عموما گزینه ارزان‌تری نسبت به فولاد اولیه است) است که قبلاً برای پالایش فولاد ضدزنگ یعنی کاهش محتوای کربن  استفاده می شد. اکنون به طور گسترده برای تولید فولاد ULC (فوق العاده کم کربن) استفاده می شود.این فرآیند بر اساس اصل لوشاتلیه انجام می‌گیرد.  اکسیژن دمیده شده درون حمام فولاد مذاب با کربن واکنش می‌دهد و باعث تولید کربن مونوکسید می‌شود؛ کربن مونوکسید تولیدی به سرباره فلز راه می یابد و از آنجایی که شرایط خلا حفظ می‌شود CO به طور مداوم حذف می‌شود (اصل لوشاتلیه : هر چه حذف کربن مونوکسید بیشتر باشد تولید مونوکسید کربن هم بیشتر می‌شود) اين فرايند را تا جايي ادامه ‌مي‌دهيم كه محتواي كربن به مقدار مد نظر ما برسد

شماتیک ساده از فرآیند AOD

### AOD
این فرآیند نیز جزو فرآیند های فولاد ثانویه است . در این فرآیند شکافته شدن با سرعت مافوق صوت با مخلوطی از اکسیژن و یک گاز بی‌اثر (نیتروژن یا آرگون) انجام می‌شود . در اینجا نیز اکسیژن با محتوای کربن واکنش داده و به سرباره راه می‌یابد . در این فرآیند هرچقدر به مقدار مدنظر کربن نزدیک‌تر می‌شویم میزان دمش اکسیژن کاهش و میزان دمش گاز بی‌اثر افزایش می‌یابد و در انتها برای همگن شدن کامل حمام و واکنش موثر سرباره-فلز، آرگون دمیده می شود.

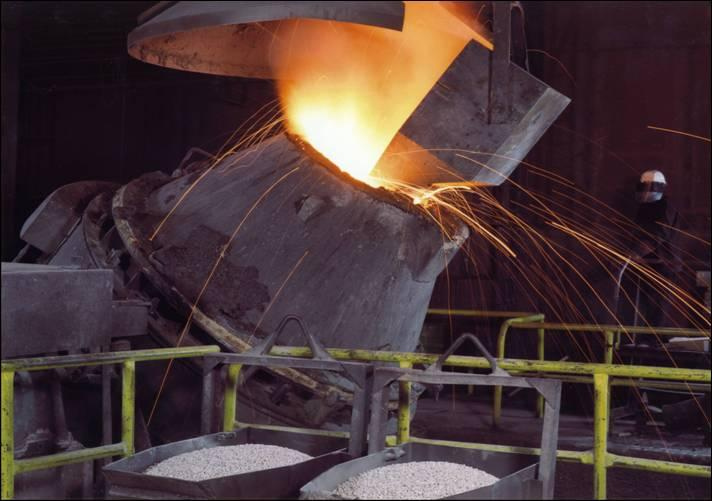
پالایش نوعی فولاد در ظرف مربوط به فرآیند AOD

### تفاوت‌ها و شباهت ها
در فرایند VOD فشار جزئی کربن مونوکسید به کمک خلاء کاهش داده می‌شود ولی در فرایند AOD این عمل به کمک گاز بی‌اثر انجام می‌گیرد اما درنهایت هردو روش پالایش بر اساس اصل لوشاتلیه انجام می‌گیرند. 
فرآیند AOD سریع و ارزان است. امروزه AOD در کارخانه‌های  فولادسازی  در تولید فولادهای زنگ‌نزن بیشتر مورد استفاده قرار می گیرد. در واقع، فرآیند VOD به ویژه برای تولید مخلوط فولاد ضدزنگ که سهم کمتری دارد مناسب است

## فولاد برق
فولاد الکتریکی یکی از موادی است که در تولید آن از فرایند کربن زدایی استفاده می‌شود. برای جلوگیری از واکنش گازهای اتمسفر با خود فلز، فولاد الکتریکی در فضایی از نیتروژن، هیدروژن و بخار آب بازپخت می‌شود، در این فرایند برای جلوگیری از اکسیداسیون آهن از مقادیر ویژه‌ای از هیدروژن و بخار آب استفاده می‌شود تا تنها ماده واکنش دهنده کربن باشد که به مونوکسید کربن تبدیل می‌شود.

## فولاد ضدزنگ
فولاد ضدزنگ حاوی مواد افزودنی است که قابلیت اکسیده شدن بالایی دارند، مانند کروم و مولیبدن. کربن‌زدایی چنین فولادهایی فقط در واکنش با هیدروژن خشک قابل انجام است. هیدروژن خشک، برخلاف هیدروژن مرطوب که به گونه‌ای تولید می‌شود که دارای مقداری آب باشد، هیچ محتوای آبی ندارد؛ عاملی که باعث می‌شود نتوان از هیدروژن مرطوب در فرایند کربن‌زدایی فولادهای ضدزنگ استفاده کرد محتوای آبی موجود در آن است.

## به عنوان یک اثر نامطلوب
کربن زدایی غیرعمد می‌تواند برای خواص سطحی محصولات (جایی که وجود کربن مطلوب است) نامطلوب باشد این فرایند ممکن است در طی عملیات حرارتی یا پس از نورد یا آهنگری اتفاق بیافتد، زیرا ماده تنها تا عمق معینی با توجه به دما و مدت زمان حرارت‌دهی تحت تأثیر قرار می‌گیرد. از جمله روش‌های جلوگیری از این فرایند نامطلوب می‌توان به استفاده از یک اتمسفر بی اثر یا با فشار کاهش یافته، اعمال گرمایش مقاومتی برای مدتی کوتاه، محدود کردن زمان قرار گرفتن مواد در زیر گرمای زیاد، که در کوره راهپیمایی نیز از آن استفاده می‌شود؛ یا کربورسازی ترمیمی که، از یک اتمسفر هیدروکربنی برای انتقال کربن به سطح مواد در طول بازپخت استفاده می‌کند، اشاره کرد. مواد بدون کربن سطح را می‌توان با آسیاب کردن نیز حذف کرد.

## یک روش جلوگیری
یک روش جلوگیری از کربن‌زدایی در یک ماده فولادی شامل استفاده از مخلوطی از پودر SiC و پودر فلزی آلومنیوم روی ماده فولادی علاوه بر اعمال یک بازدارنده اکسیداسیون روی آن و حرارت دادن به آن می‌باشد به گونه‌ای که هر مترمربع از سطح فولاد با 30 تا 500 گرم SiC پوشش داده شود. روش حاضر به ویژه برای جلوگیری از کاهش استحکام مواد فولادی به دلیل کربن‌زدایی سطحی مورداستفاده قرار می‌گیرد.